# Maurice de La Porte
Maurice de La Porte est un lexicographe français, né à Paris en 1531 et mort le 23 avril 1571. Il est fils d'imprimeur.
Il est l'auteur des Épithètes (1571). Dans cet ouvrage, comme l'avait déjà fait Ravisius Textor, il relève les épithètes utilisées par les poètes, en particulier par Ronsard, « prince de tous les poëtes François ». Il y rappelle également les fables de la mythologie. L'ouvrage est présenté comme utile à ceux qui font profession de la Poësie, mais fort propre aussi pour illustrer toute autre composition Françoise.
Son fils, Ambroise de La Porte, édita la musique qui accompagne les Amours de Ronsard, qui lui dédia l'Ode sur les misères des hommes.
Depuis les années 1970, et de manière plus suivie, depuis une dizaine d’années, l’œuvre éditoriale de Maurice de La Porte et le rôle joué par son livre dans la production lexicographique de la Renaissance ont suscité un regain d’intérêt. La critique a d’abord perçu le volume des Épithètes comme un "dictionnaire des idées reçues du seizième siècle" permettant d’en dégager une étude sociologique (Carol E. Clark). Plus tard, elle s’est intéressée au contenu, à la disposition du recueil pour définir les objectifs du compilateur, et aux fonctions que remplit le livre (Y. Bellenger ; A. P. Pouey Mounou). Ces études récentes ont permis de dégager une certaine conception de la poésie que pouvait se faire l’amateur lettré au milieu du XVIe siècle, et d’évaluer la réception de la poésie de la Pléiade auprès d’un public peu familiarisé avec son idéal d’un lyrisme humaniste et savant, ou encore auprès de poètes de la génération suivante.

## Éditions
- Maurice de La Porte, Les Épithètes (1571), Édition critique par François Rouget, Honoré Champion, 2009.  (ISBN 978-2-7453-1790-2)